# Aber das Leben lebt
Aber das Leben lebt ist eine österreichische Band aus Niederösterreich.

## Geschichte
1997 gründeten Jürgen Hofbauer, Wolfgang Wiesbauer und Florian Emerstorfer die Band „Aber das Leben lebt“. Sie spielen Indie-Pop mit Nähe zu Americana und Blues, zudem sind sie von Musikern wie John Cale und Bob Dylan beeinflusst. Zunächst veröffentlichten sie eine Maxi-EP im Eigenverlag. Über Fritz Ostermayer, dem sie eine Demokassette zukommen ließen, kamen sie in Kontakt mit der Wiener Musikszene und zogen schließlich nach Wien. 1999 erschien ihr Debütalbum Rectangles and Triangles as Signs for Love and Pain bei dem kleinen Label Höllering. Dann kamen sie bei Trost Records unter Vertrag und veröffentlichten im Folgejahr das Album Sorrow Beat, was ihnen zu einer größeren Bekanntheit verhalf. Ihre Lieder liefen auf FM4 und die Band hatte Auftritte bei Österreich 1 und beim Bayerischen Rundfunk. 2004 brachten sie das Album Perfect Teen heraus und gingen auf Tour durch Österreich und Nachbarländer.
2004 wurde Martin Wiesbauer, der Bruder von Wolfgang Wiesbauer, Mitglied von „Aber das Leben lebt“. Im Jahr darauf verließ Jürgen Hofbauer die Band. 2009 brachte diese ein weiteres Album, Hospital Years, heraus. Im gleichen Jahr war sie für den FM4 Award, der im Rahmen der Amadeus Austrian Music Award verliehen wird, nominiert. Sie arbeitete mit anderen Musikern wie Marilies Jagsch, Bernhard Fleischmann und Gustav zusammen. 2010 stieß Schlagzeuger Ralph Wakolbinger zur Band, der vorher der österreichischen Noise-Rock-Gruppe „Mord“ angehört hatte. 2011 erschien das nächste Album von „Aber das Leben lebt“ unter dem Titel New Musketeers bei Trost. Die Band präsentierte es auf Konzerten zusammen mit Kreisky und ging auf Tour durch Österreich und Deutschland. 2014 folgte das Album Figures und eine weitere Österreich-Tour.

## Diskografie

### Alben
- 1999: Rectangles and Triangles as Signs for Love and Pain (Höllering)
- 2000: Sorrow Beat (Trost Records)
- 2001: Masterpieces of Human Sounds (Trost Records)
- 2004: Perfect Teen (Trost Records)
- 2009: Hospital Years (Sand Records)
- 2011: New Musketeers (Trost Records)
- 2014: Figures (Trauerplatten)

### Singles
- 2009: We Shall Overcome / Hi-ho Country Boy (Split-7"-Single mit Gustav, Sand Records)
- 2012: Just Can't Get Enough (Coverversion, Cover Recordings)